# Анри де Дрё
Анри де Дрё, или Анри де Брен (фр. Henri de Dreux ; 1193 — 6 июля 1240) — архиепископ Реймса (18 апреля 1227 — 6 июля 1240).
Потомок короля Франции Филиппа I. Сын графа Роберта II де Дрё, феодального сеньора и полководца из династии Капетингов и Иоланды де Куси. Внук Рауля де Куси.
Возглавлял Архиепархию Реймса с 18 апреля 1227 года до своей смерти 6 июля 1240 года. Упоминается как активный строитель, инициатор работ в Реймсском соборе, которые начались в 1211 году. Однако его местные налоги спровоцировали восстание горожан в 1233 году.